# Stazione di Daugavpils
La stazione di Daugavpils (in lettone Daugavpils Pasažieru parks) è la principale stazione ferroviaria della città lettone di Daugavpils.

## Storia
La stazione fu inaugurata nel 1861 durante l'attivazione della ferrovia proveniente da Riga. Nel 1866 fu aperta anche la linea per Vitebsk. La città era stata raggiunta dalla ferrovia San Pietroburgo-Varsavia sin dal 1860, dato che rendeva la città uno dei principali snodi ferroviari della regione. 
Chiamata originariamente Dynaburg, dal 1893 assunse il nome Dvinsk. Dal 1919, con l'indipendenza della Lettonia, fu ribattezzata Daugavpils I pasazhieru. Durante la seconda guerra mondiale fu gravemente danneggiata. Nel 1951 fu costruito un nuovo fabbricato passeggeri progettato da B. Sudoplatov.